# 4:48
Pour plus de détails, voir Fiche technique et Distribution.
4:48 est un film français écrit et réalisé par Jacky Katu, sorti en 2014.

## Fiche technique
- Titre original : 4:48
- Réalisation : Jacky Katu
- Scénario : Jacky Katu
- Producteur : Jacky Katu, Ruwen Ogien
- Production :
- Musique :
- Pays d'origine :  France
- Langue d'origine : français
- Lieux de tournage : Paris, Londres
- Genre : drame, romance saphique
- Durée : 88 minutes (1 h 28)
- Musique :
- Date de sortie :
  -  Canada : 27 août 2014 au Festival des films du monde de Montréal
  -  Allemagne : 30 janvier 2015 sortie DVD

## Distribution
- Aurélie Houguenade : Anaïs
- Marie Menges : Aurore
- Jean-Marie Galey : le metteur en scène
- Matt Gras : Philipp
- Ynda Rouya : Justine
- Kait Tenison : Barbara
- Manuel Lambinet : Pierre